# Mysłowice Centrum
Mysłowice Centrum – dzielnica Mysłowic, położona w śródmieściu przy linii kolejowej Katowice-Kraków. Przez dzielnicę przebiega również droga krajowa nr 79 oraz droga wojewódzka nr 934.
W dzielnicy znajduje się szereg budynków użyteczności publicznej m.in. Urząd Skarbowy, Powiatowy Urząd Pracy czy supermarket Kaufland.
Obszar dzielnicy dzieli się na dwa osiedla: Klachowiec i im. Józefa Rymera.

## Historia jednostki
- 1978 – utworzenie jednostek samorządu mieszkańców pod nazwami: Osiedle Nr 5 Mikołowska i Osiedle Nr 6 Przodowników Pracy
- 1991 – utworzenie jednostki pomocniczej miasta pod nazwą Osiedle Mysłowice Centrum
- 2014 – zmiana nazwy jednostki pomocniczej na Dzielnica Mysłowice Centrum

## Ulice
Ulice wchodzące w skład dzielnicy Mysłowice Centrum:
- Armii Krajowej (częściowo)
- Górnicza
- Katowicka (częściowo)
- Józefa Lompy
- Karola Miarki
- Adama Mickiewicza (częściowo)
- Mikołowska (częściowo)
- Gustawa Morcinka
- Oświęcimska (częściowo)
- Władysława Reymonta
- Robotnicza
- Bolesława Prusa (częściowo)
- Słupecka
- Szpitalna
- Wojska Polskiego
- Jana Wysockiego
- Stanisława Wyspiańskiego